# Telecogresca
La Telecogresca és una festa universitària celebrada anualment des de 1978. Té lloc al Campus Nord de la Universitat Politècnica de Catalunya, i és considerada la més gran de Catalunya. Consisteix en un festival musical i acull a més de 10.000 persones.
És organitzada per una associació sense ànim de lucre, també responsable de la Telecofarra, la Festa de Dia al Campus Nord de la UPC, l'Engresca’t, un concurs de grups i DJ productors emergents.